# Perlen-Reihe
La Perlen-Reihe (in tedesco, "collana di perle") è una collana editoriale in lingua tedesca fondata nel 1948 di Adalbert Pechan. È conosciuta soprattutto per le sue guide del fai-da-te sui temi più disparati, tra i quali guide  per l'auto e manuali di giochi. Può essere considerata come prototipo della letteratura popolare delle guide oggi in grande espansione.
La collana apparve per la prima volta nell'austriaca Verlag (Adalbert) Pechan e dopo molti cambi di proprietà fu portata avanti nella Deuticke Verlag, importante casa editrice austriaca, che è un marchio editoriale della Paul Zsolnay Verlag (entrambe queste ultime a loro volta sono aziende figlie della casa editrice Carl Hanser Verlag di Monaco di Baviera). Dal 2010 esiste a Vienna una propria Verlag Perlen-Reihe con Ulla Harms come editrice. Dal 2011 appaiono in questa edizione nuovi titoli della Perlen-Reihe nella tradizione delle piccole guide di Adalbert Pechan. 